# Anopheles inundatus
Anopheles inundatus är en tvåvingeart som beskrevs av Bianca L. Reinert 1997. Anopheles inundatus ingår i släktet Anopheles och familjen stickmyggor. Inga underarter finns listade i Catalogue of Life.